# Yi Siling
Yi Siling (chinesisch 易思玲, Pinyin Yì Sīlíng; * 1989 in Hunan) ist eine chinesische Sportschützin. Sie tritt in der Disziplin Luftgewehr an.
Yi Siling lebt in Hunan und trainiert in Guang Dong. Die Linkshänderin, die mit dem rechten Auge zielt, wird von Long Shou Bo trainiert. Sie schießt seit dem Jahr 2003 und nimmt seit 2009 an internationalen Wettbewerben teil. Schon in ihrer ersten Saison erreichte sie Spitzenergebnisse, so einen zweiten Rang beim Weltcup in Peking und Platz fünf beim Weltcupfinale in Wuxi. 2010 wurde sie bei ihren ersten Weltmeisterschaften in München Weltmeisterin im 10-Meter-Luftgewehrschießen. Zudem gewann sie in Fort Benning einen Weltcup und wurde in Peking erneut Weltcup-Zweite. 2011 gewann sie erneut den Weltcup von Fort Benning sowie das Weltcupfinale in Breslau. 2012 gewann Yi den Weltcup in München, wurde Zweite in London und Dritte in Mailand. Ihren größten Erfolg erreichte die Chinesin bei den Olympischen Sommerspielen 2012 in London, wo sie mit 103.9 im Finale nach 399 Ringen und Rang zwei in der Qualifikation vor Sylwia Bogacka und Yu Dan die erste Goldmedaille der Spiele gewann.